# Télé-grille
 (septembre 2023).
Si vous disposez d'ouvrages ou d'articles de référence ou si vous connaissez des sites web de qualité traitant du thème abordé ici, merci de compléter l'article en donnant les références utiles à sa vérifiabilité et en les liant à la section « Notes et références ».
Une télé-grille (ou télégrille) est une un jeu de lettres, semblable à des mots croisés. Les télégrilles sont cependant moins connues car plus rares (et plus difficiles à élaborer). La dénomination de « télé-grille » est elle-même encore sujette à discussion, puisque l'on peut trouver des jeux tout à fait identiques dans leurs principes, mais baptisés, selon les auteurs et les publications, « chassés croisés », « grilles savantes », « multireports » ou « mots reports », etc.
Certains éditeurs de revues de jeux incluent des télégrilles dans certaines de leurs publications ou, également, éditent des revues entièrement consacrées aux télé-grilles.

## Solution
référence de l'extrait du "Malade Imaginaire"
Explication : 
si l'on pense que le mot correspondant à la définition "Porteur de sens" (située à la ligne "I" du tableau des définitions) est "EXPRESSIF", on va pouvoir reporter les lettres E, X, P, R, E, S, S, I et F aux emplacements de la grille dont les numéros respectifs sont : 053, 042, 085, 183, 089, 141, 147, 079 et 045, ce qui va nous donner :
- le premier "E" du mot "gendre"
- le "X" du mot "veux"
- le premier "P" du mot "appuyer"
- le "R" du mot "être"
- le "E" du mot "appuyer"
- le premier "S" du mot "sources"
- le second "S" du mot "sources"
- le "I" du mot "afin"
- et enfin le "F" du mot "faire".

Voici la grille telle qu'elle devient après avoir été entièrement remplie :